# لیلیا
لیلیا (نام علمی: Laelia) نام یک سرده از تبار رودرختان است.